# Leichtathletik-Europameisterschaften 2002/5000 m der Frauen

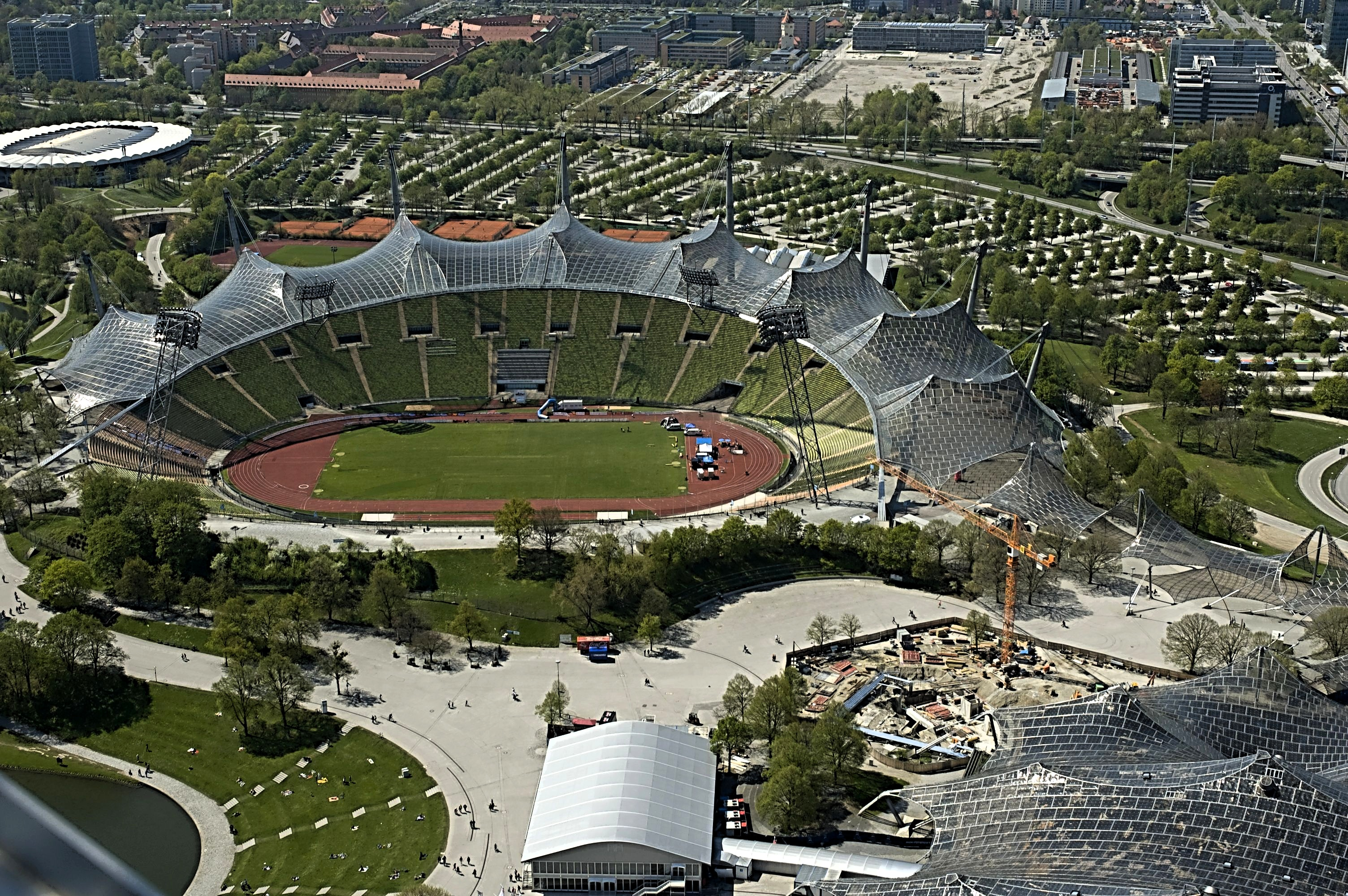
Das Olympiastadion in München von oben im Jahr 2009

Der 5000-Meter-Lauf der Frauen bei den Leichtathletik-Europameisterschaften 2002 wurde am 10. August 2002 im Münchener Olympiastadion ausgetragen.
Europameisterin wurde die spanische Vizeweltmeisterin von 2001 und EM-Dritte von 1998 Marta Domínguez. Sie gewann vor der irischen Titelverteidigerin und Olympiazweiten von 2000 Sonia O’Sullivan, die auch auf anderen Strecken bereits einige Medaillen errungen hatte und hier vier Tage zuvor über 10.000 Meter ebenfalls Vizeeuropameisterin geworden war. Bronze ging an die Russin Jelena Sadoroschnaja.

## Bestehende Rekorde
| Weltrekord           | 14:28,09 min | Jiang Bo         | Shanghai, Volksrepublik China | 23. Oktober 1997 |
| Europarekord         | 14:29,32 min | Olga Jegorowa    | Berlin, Deutschland           | 31. August 2001  |
| Meisterschaftsrekord | 15:06,50 min | Sonia O’Sullivan | EM Budapest, Ungarn           | 23. August 1998  |

Der bestehende EM-Rekord wurde bei diesen Europameisterschaften nicht erreicht. Die schnellste Zeit erzielte die spanische Europameisterin Marta Domínguez mit 15:14,76 min, womit sie 8,26 s über dem Rekord blieb. Zum Europarekord fehlten ihr 45,44 s, zum Weltrekord 46,67 s.

## Durchführung
Bei einem Teilnehmerinnenfeld von 21 Läuferinnen wurde auf eine Vorrunde verzichtet, alle Athletinnen gingen in ein gemeinsames Finale.

## Legende
Kurze Übersicht zur Bedeutung der Symbolik – so üblicherweise auch in sonstigen Veröffentlichungen verwendet:
| DNF | Wettkampf nicht beendet (did not finish) |
| DNS | nicht am Start (did not start)           |

## Resultat

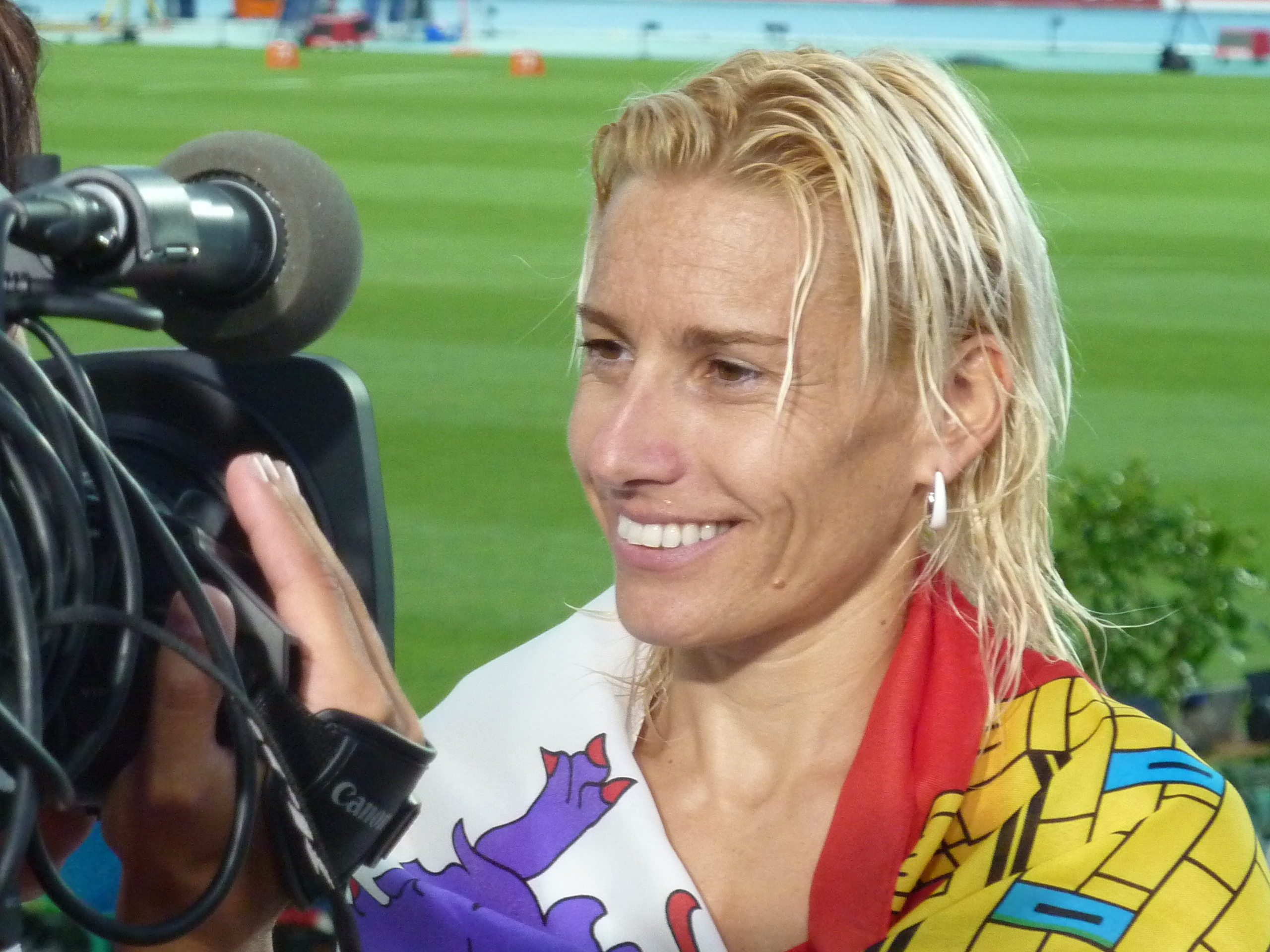
Europameisterin Marta Domínguez, 2001 Vizeweltmeisterin und 1998 EM-Dritte – sie wiederholte ihren Titelgewinn 2006, später gab es für sie eine Dopingsperre, Resultate zwischen 5. August 2009 und 4. Januar 2013 wurden aberkannt

10. August 2002
| Platz | Name                 | Nation         | Zeit (min) |
| ----- | -------------------- | -------------- | ---------- |
| 1     | Marta Domínguez      | Spanien        | 15:14,76   |
| 2     | Sonia O’Sullivan     | Irland         | 15:14,85   |
| 3     | Jelena Sadoroschnaja | Russland       | 15:15,22   |
| 4     | Olga Jegorowa        | Russland       | 15:16,65   |
| 5     | Joanne Pavey         | Großbritannien | 15:19,12   |
| 6     | Mihaela Botezan      | Rumänien       | 15:19,12   |
| 7     | Elvan Abeylegesse    | Türkei         | 15:24,41   |
| 8     | Gunhild Haugen       | Norwegen       | 15:30,19   |
| 9     | Sonja Stolić         | BR Jugoslawien | 15:33,42   |
| 10    | Melanie Schulz       | Deutschland    | 15:46,64   |
| 11    | Gloria Marconi       | Italien        | 15:47,63   |
| 12    | Inês Monteiro        | Portugal       | 15:55,79   |
| 13    | Silvia Weissteiner   | Italien        | 15:58,92   |
| 14    | Helena Javornik      | Slowenien      | 16:06,32   |
| 15    | Una English          | Irland         | 16:19,36   |
| 16    | Krisztina Papp       | Ungarn         | 16:20,23   |
| 17    | Lilija Wolkowa       | Russland       | 16:21,21   |
| 18    | Hayley Yelling       | Großbritannien | 16:26,41   |
| 19    | Maria McCambridge    | Irland         | 17:00,15   |
| DNF   | Marina Bastos        | Portugal       |            |
| DNF   | María Protópappa     | Griechenland   |            |
| DNS   | Olivera Jevtić       | BR Jugoslawien |            |
| DNS   | Hrisostomía Iakóvou  | Griechenland   |            |

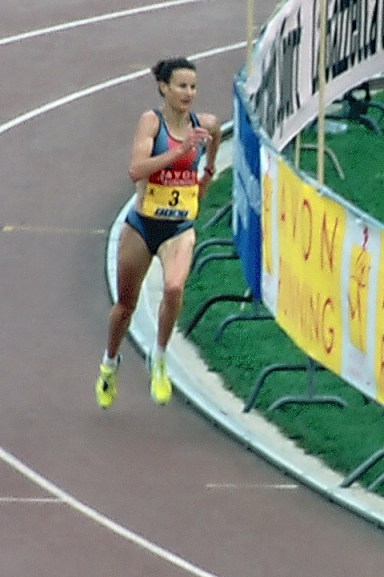
Vizeeuropameisterin Sonia O’Sullivan, 1998 war sie Doppeleuropameisterin über 5000 und 10.000 Meter, 1995 Weltmeisterin und 1994 3000-Meter-Europameisterin
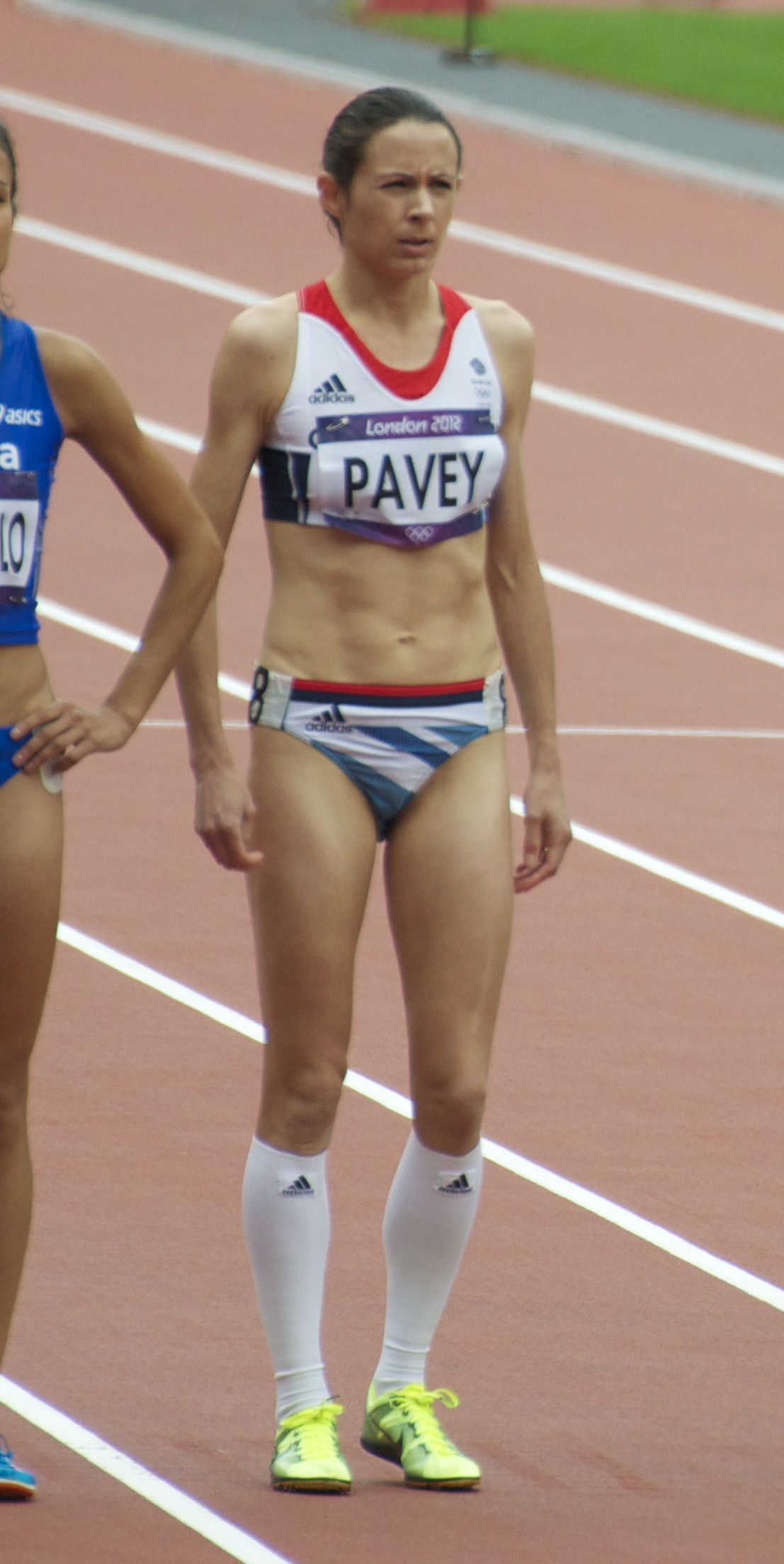
Joanne Pavey erreichte Platz fünf
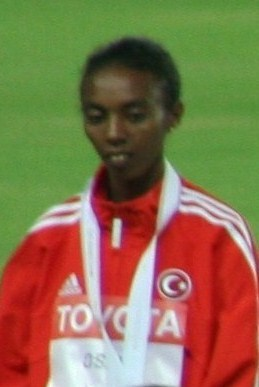
Elvan Abeylegesse kam auf den siebten Platz – 2006 wurde sie EM-Dritte, ihre Olympiamedaillen 2008 wurden ihr wegen Dopingbetrugs aberkannt
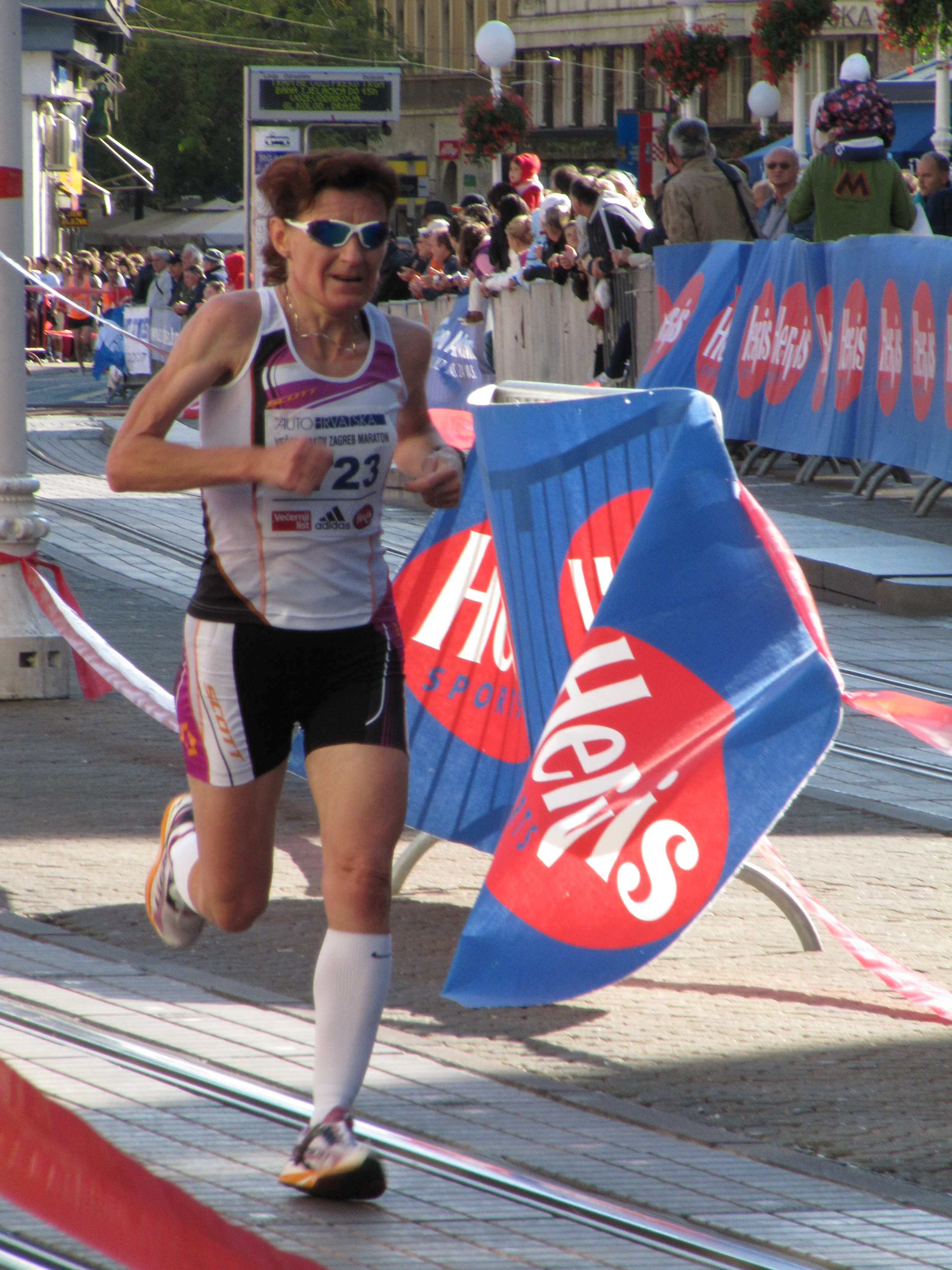
Helena Javornik wurde Vierzehnte

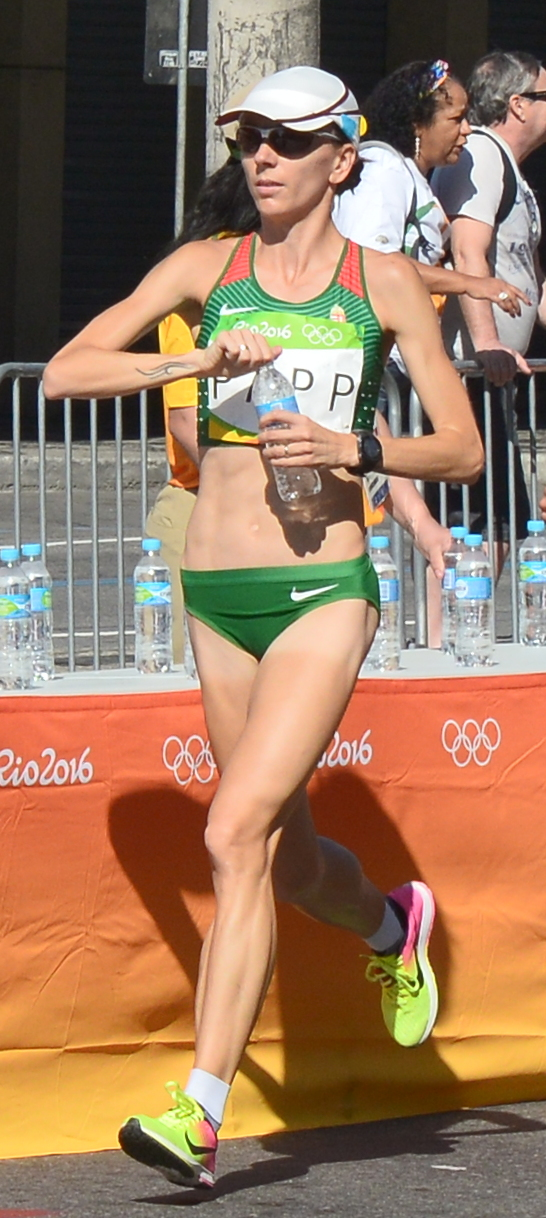
Krisztina Papp – Platz sechzehn
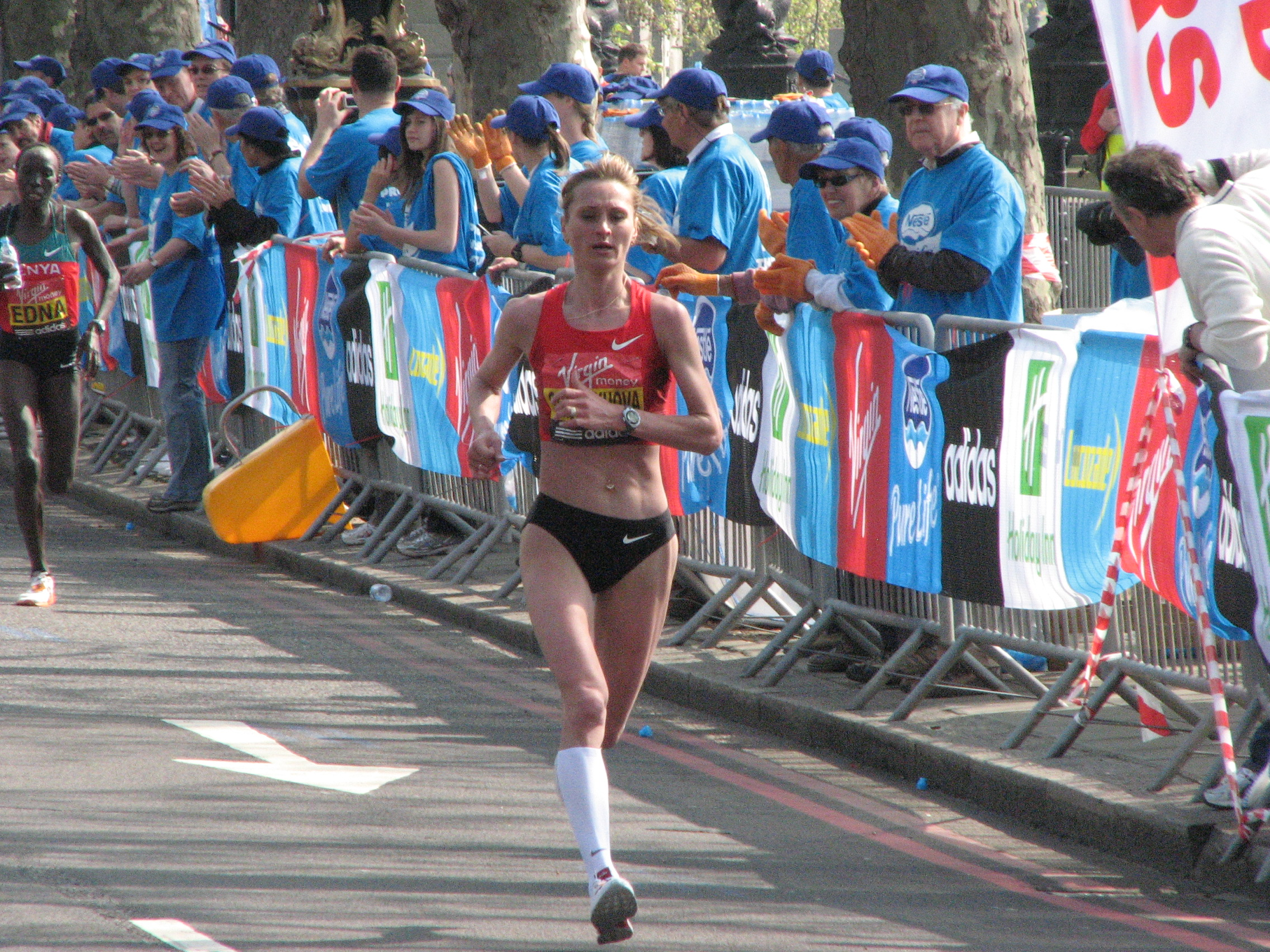
Lilija Wolkowa, spätere Lilija Schobuchowa, belegte Rang siebzehn
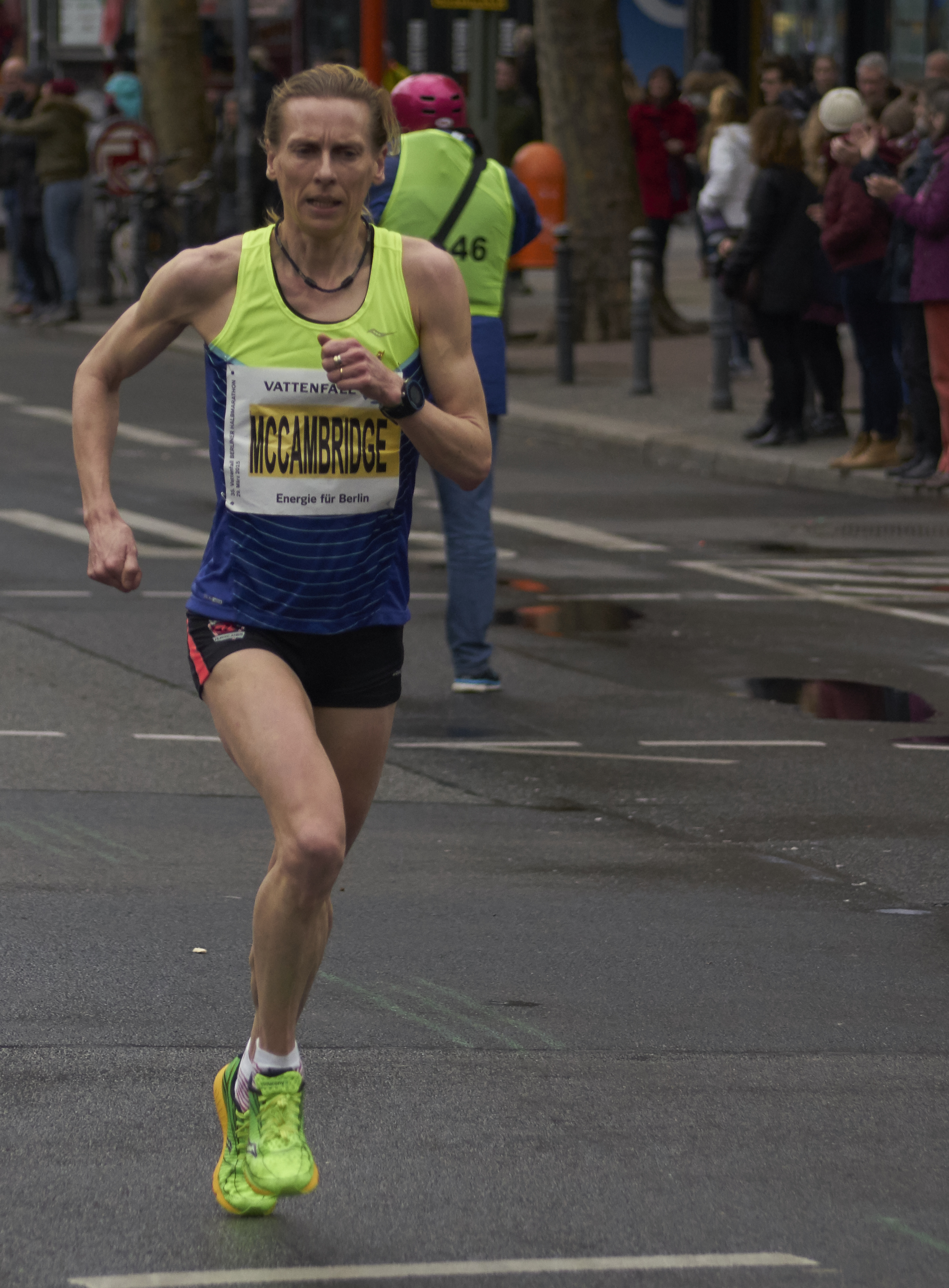
Maria McCambridge wurde Neunzehnte in diesem Rennen